# Mister Donut
Mister Donut är en restaurangkedja som främst säljer munkar. Från början var restaurangerna en amerikansk företeelse, men numera återfinns de flesta restauranger i Japan och övriga Asien.

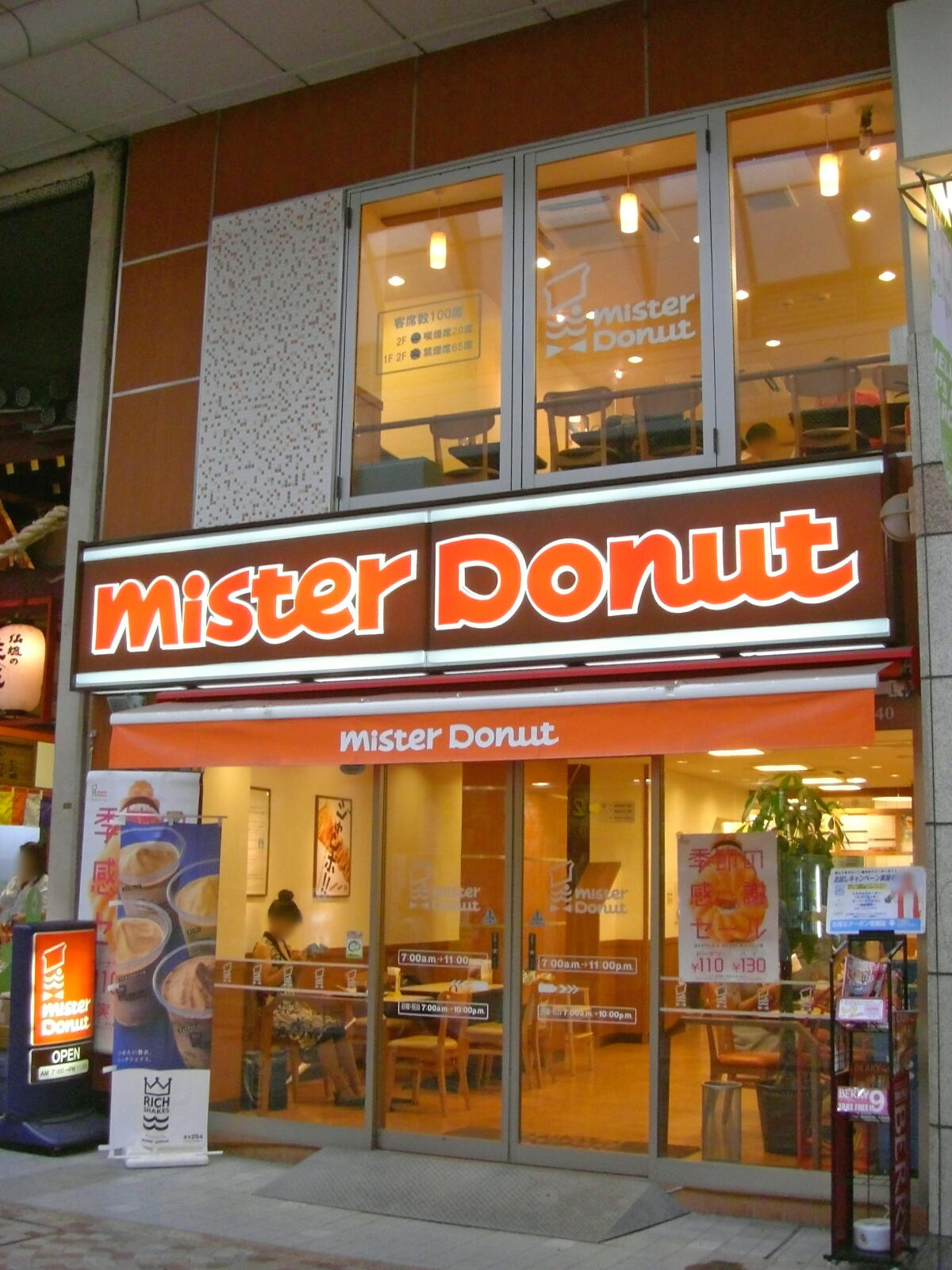

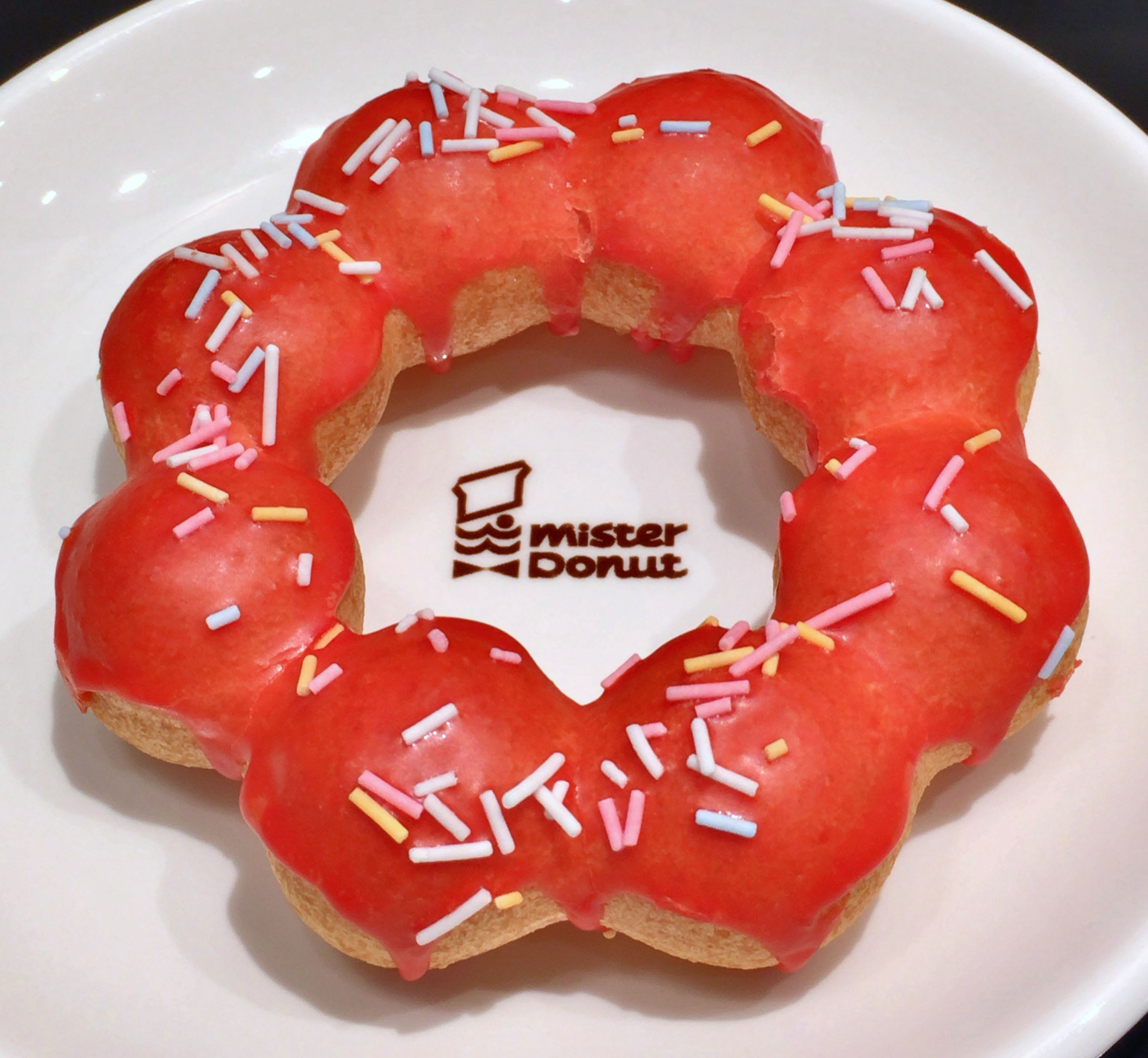

## Företagshistoria

### Amerika
Mister Donut grundades 1956 och hade restauranger över hela Amerika. Man var den största konkurrenten till Dunkin’ Donuts fram tills man i februari 1990 köptes upp av Dunkin’ Donuts moderbolag Allied-Lyons.
Efter det att Allied-Lyons köpt upp Mister Donut erbjöds samtliga restauranger att omskyltas till Dunkin’ Donuts. Numera är det enbart ett fåtal restauranger som drivs under namnet Mister Donut. 

### Japan och Asien
1983 fick Duskin Co. Ltd. i Osaka, Japan rättigheterna till konceptet Mister Donut. Mister Donut är den största restaurangkedjan som säljer munkar i Japan.

## Marknadsföring
Mister Donut har en karakteristisk orange och vit logotyp som föreställer en mustaschbeklädd kock (se bild). Utöver det används oftast ett lejon format som en av deras populäraste munkar.
En populär jingle som används för att marknadsföra Mister Donut är en sång som sjungs av två personer i olika miljöer;
Hey, Mister, that's a doughnut!
Hey, Mister, that's a Mister Donut doughnut!

## Globalt

### Asien
Idag har Mister Donut överlevt som varumärke i Japan, Thailand, Kina och på Filippinerna och företaget expanderar till andra delar av Asien så som Taiwan och Sydkorea. I Taiwan drivs restaurangerna genom ett join-venture mellan Duskin och Uni-President Enterprises Corporation, som även driver 7-eleven och Starbucks i Taiwan.

#### Japan
I Japan drivs restaurangerna av Duskin Corporation. Flera restauranger i Japan innehåller Yamucha-butiker som serverar ett litet sortiment av dim-sums, en form av kinesiska smårätter.

### Centralamerika

#### El Salvador
Det finns också ett antal Mister Donut i El Salvador i Centralamerika.

### Nordamerika

#### Kanada
Mister Donut började försvinna i Kanada i slutet av 90-talet med restauranger främst i Toronto. Av dem fem restaurangerna återstår idag tre med namnet Mister Donut, dock har ingen av butikerna något med kedjan att göra.

#### Amerika
Det finns flera restauranger i Pennsylvania och Ohio som inte konverterades om till Dunkin’ Donuts. Nio Mister Donut restauranger gick samman för att forma en grupp för att fortsättningsvis kunna få bulkpriser på till exempel material. Denna grupp är känd som Donut Connection och serverar samma meny och använder samma recept som Mister Donut en gång i tiden gjorde. Det finns ett hundratal Donut Connection restauranger i Pennsylvania, Ohio och närliggande stater. Det är bara 11 restauranger i Amerika kvar som inte bytte namn till Dunkin’ Donuts. Dessa är;
- 2720 Grovelin St., Godfrey, Illinois
- 241 W. Main St., Monongahela, Pennsylvania
- 437 McKean, Charleroi, Pennsylvania
- RR 611, Stroudsburg, Pennsylvania
- Crossroads Plaza, East Stroudsburg, Pennsylvania
- 40 S. Main St., Carbondale, Pennsylvania
- 1701 N. Federal Hwy., Hollywood, Florida
- 709 W. Hallandale Beach Blvd., Hallandale Beach, Florida
- 801 Norman Eskridge Hwy., Seaford, Delaware
- 5234 Summit Bridge Rd., Middletown, Delaware
- Pensvle Shopping Ctr., Medford, New Jersey